# Aglaia Konrad

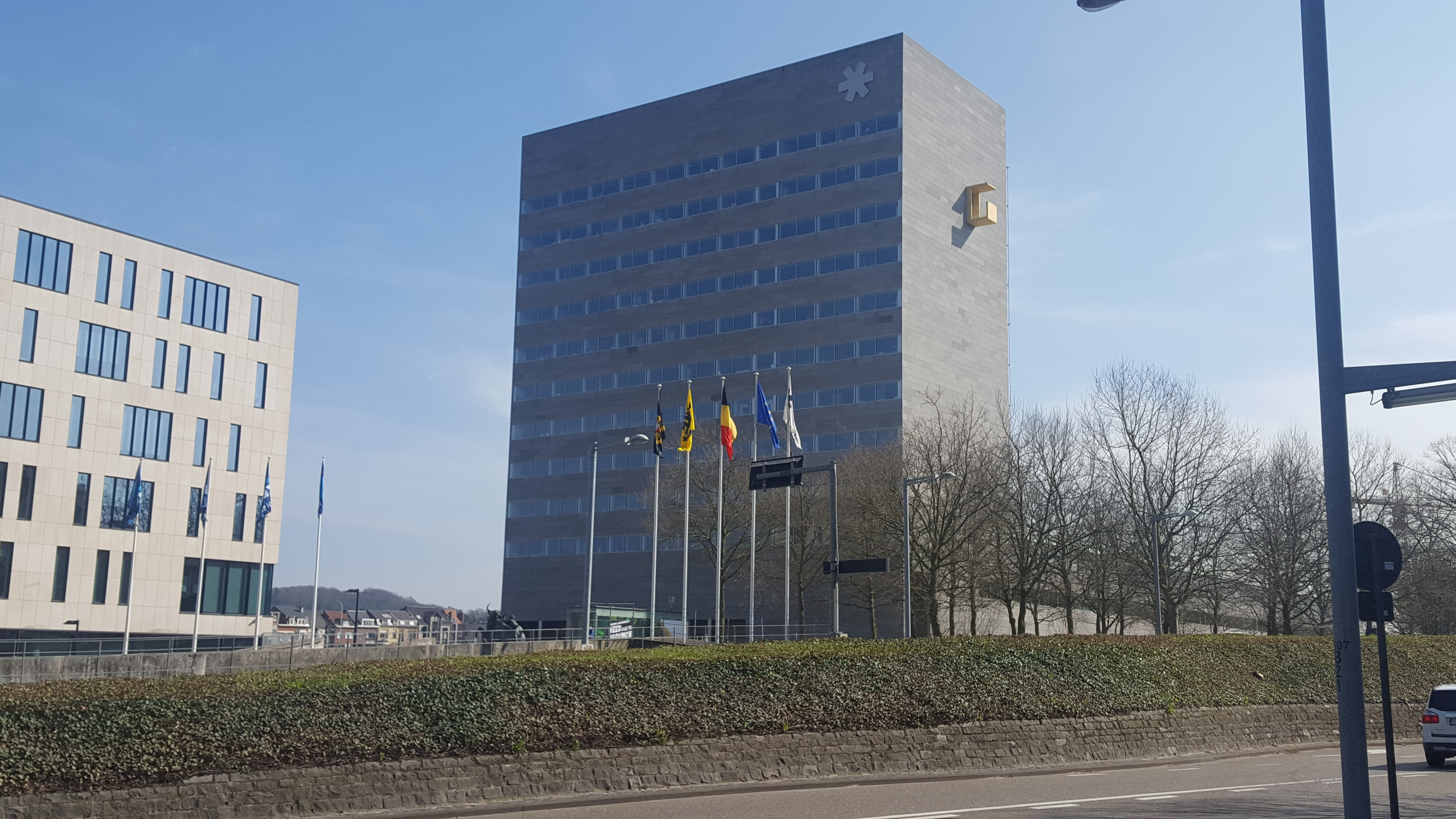
Leuvens Provinciehuis met prominent zichtbaar "Het balkon", kunst van Aglaia Konrad

Aglaia Konrad (Salzburg, 1960) is een Oostenrijks kunstenaar.
Van 1990 tot 1992 volgde ze een opleiding aan de Jan van Eyck Academie in Maastricht. Konrad is docente aan de campus Sint-Lukas Brussel van LUCA School of Arts.
Sinds de jaren 90 fotografeert Konrad stedelijke processen in uiteenlopende metropolen. Als een archeoloog onderzoekt ze de betekenislagen van de stad – van de materiaalkeuzes tot achterliggende ideologieën.  Konrad is geïnteresseerd in het onderzoeken van de sociale, economische, historische en politieke parameters die architectuur en stedenbouw informeren en aan diens basis liggen, maar ook in het onderzoeken van de fysieke aanwezigheid van architectuur en gebouwen. Tegelijkertijd onderzoekt ze de infrastructuur en de uitgestrekte netwerken waarvan steden afhankelijk zijn – van snelwegen en kruispunten tot luchthavens, tunnels tot bruggen – en vestigt ze onze aandacht op het complexe systeem van tekens en codes dat daarin zijn ingebed.  Konrads werk heeft een uitgesproken internationaal karakter, omdat het stedelijke elementen belicht onafhankelijk van hun culturele kenmerken. 
Ze was betrokken bij een groepsexpositie op documenta X in 1997 en werkte eveneens mee aan Cities on the Move in 1998 en 1999, Talking Cities in 2006 en Vienna International Apartment in 2008. Ze exposeerde reeds solo in (onder meer) het Museum für Gegenwartskunst in Siegen, in Galerie SKOPIA in Geneva, in Galerie Roth Horowitz in New York, deSingel in Antwerpen,  het Stedelijk Museum Amsterdam en M - Museum Leuven en is vereeuwigd in de Leuvense skyline als de ontwerper van het "gele balkon" op een zijgevel van het Provinciehuis van Vlaams-Brabant.
In 2023 presenteerde Konrad een solotentoonstelling in Antwerpen, getiteld 'Umbau'. Op uitnodiging van het FOMU ontwikkelde zij de tentoonstelling Umbau voor de bovenste verdieping van het museum.  In hetzelfde jaar toonde ze in Muzee een soloshow getiteld 'Kammerspiel'. Aan de hand van verschillende ruimtelijke ingrepen benadrukt ze de eigenaardige architectuur. De twee zalen krijgen een nieuwe rol toebedeeld als private binnenzone en publieke buitenruimte. Aglaia Konrad laat de wanden ongebruikt en doorbreekt de circulatie. Het exterieur wordt naar binnen gezogen met spiegels en met een nieuwe serie foto’s die is gebaseerd op onderzoek naar de landschapsarchitecte Alina Scholtz (1908-1996, Polen).
Ook in 2023 was ze te zien in groepstentoonstellingen zoals 'The Lives of Documents - Photography as Project' in Montreal, Canada en 'Elefsina Mon Amour' in Elefsina, Griekenland. 
In 2007 werd ze de laureate van de Albert-Renger-Patzsch-Prize van de Stiftung Dietrich Oppenberg.
In 2023 nam ze de Oostenrijkse Staatsprijs voor Fotografie in ontvangst.